# Отто Габке
Отто Ґабке (нім. Otto Gabcke; 20 листопада 1882, Гарделеген, Німецька імперія — 22 березня 1942, Харків, УРСР) — німецький офіцер, генерал-лейтенант вермахту. Кавалер Pour le Mérite та Німецького хреста в золоті.

## Біографія
1 жовтня 1903 року поступив на службу фанен-юнкером в німецьку армію. Учасник Першої світової війни, за бойові заслуги відзначений численними нагородами. 19 грудня 1918 року демобілізований. В січні 1919 року сформував і очолив фрайкор «Ґабке», який складався із двох батальйонів. 1 жовтня 1919 року поступив на службу в рейхсвер.
З 13 лютого 1940 року — командир 294-ї піхотної дивізії. Учасник Французької, Балканської і Східної кампаній. Загинув у бою.

## Нагороди
- Залізний хрест 2-го і 1-го класу
- Лицарський хрест королівського ордена дому Гогенцоллернів з мечами
- Ганзейський Хрест (Гамбург)
- Хрест «За військові заслуги» (Ліппе)
- Хрест «За вірну службу» (Шаумбург-Ліппе)
- Нагрудний знак «За поранення» в чорному
- Pour le Mérite (1 вересня 1918)
- Почесний хрест ветерана війни з мечами
- Медаль «За вислугу років у Вермахті» 4-го, 3-го, 2-го і 1-го класу
- Застібка до Залізного хреста 2-го і 1-го класу
- Німецький хрест в золоті (26 грудня 1941)